# وونوم
وونوم (به هلندی: Wognum) یک منطقهٔ مسکونی در هلند است که در میدم‌بلیک واقع شده‌است. وونوم ۲۱٫۴۲ کیلومتر مربع مساحت و ۸٬۱۳۰ نفر جمعیت دارد.